# Univers

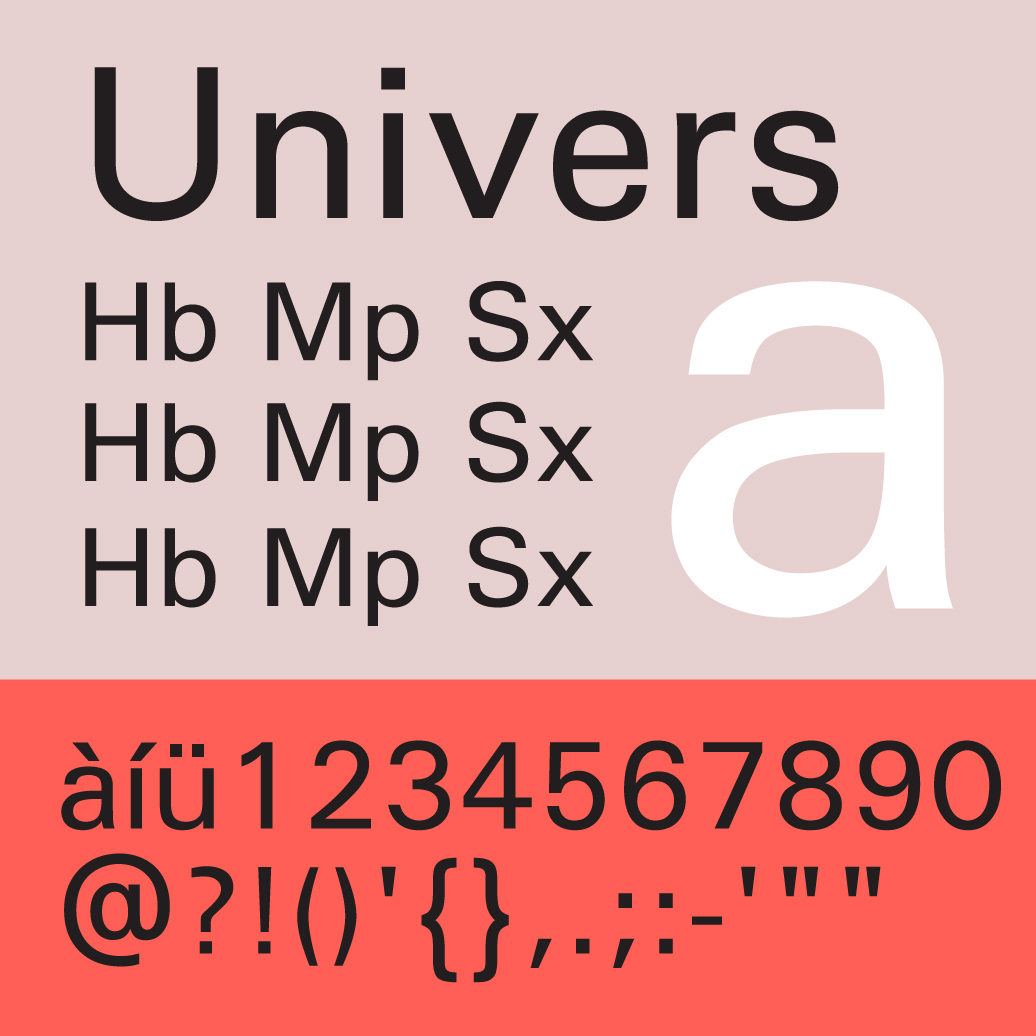
Diseñador: Adrian Frutiger
Categoría: Palo seco (Thibaudeau), Lineal (Novarese-DIN 16518), Humanista (Vox-ATypt)
Año: 1976

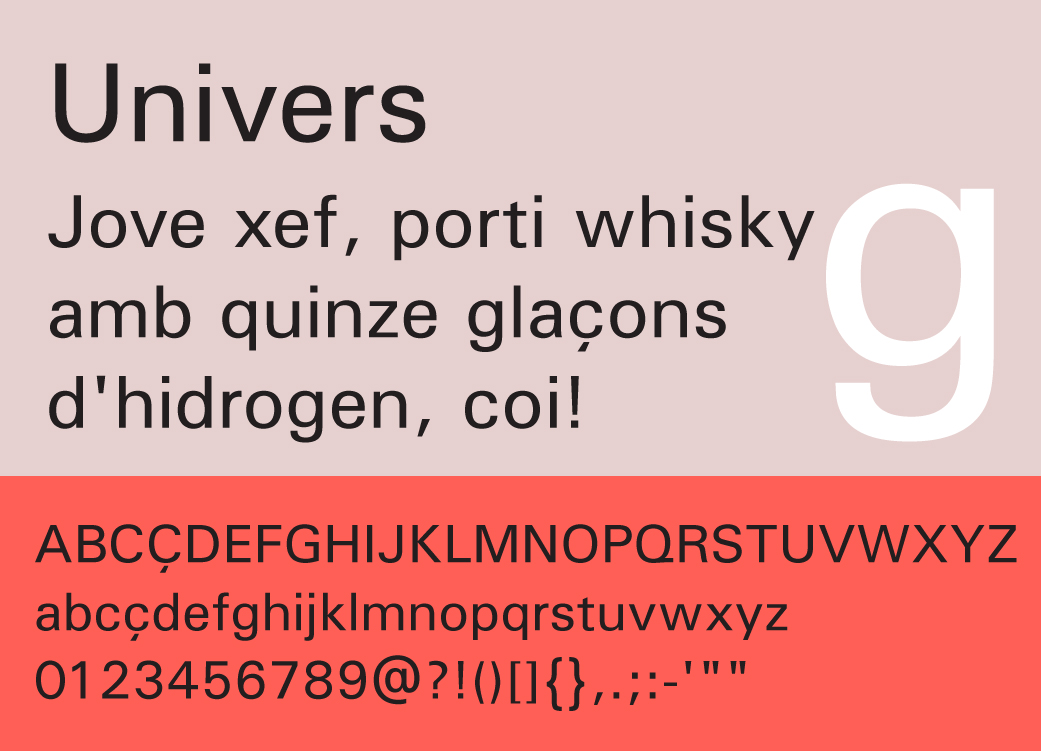
Ejemplo.

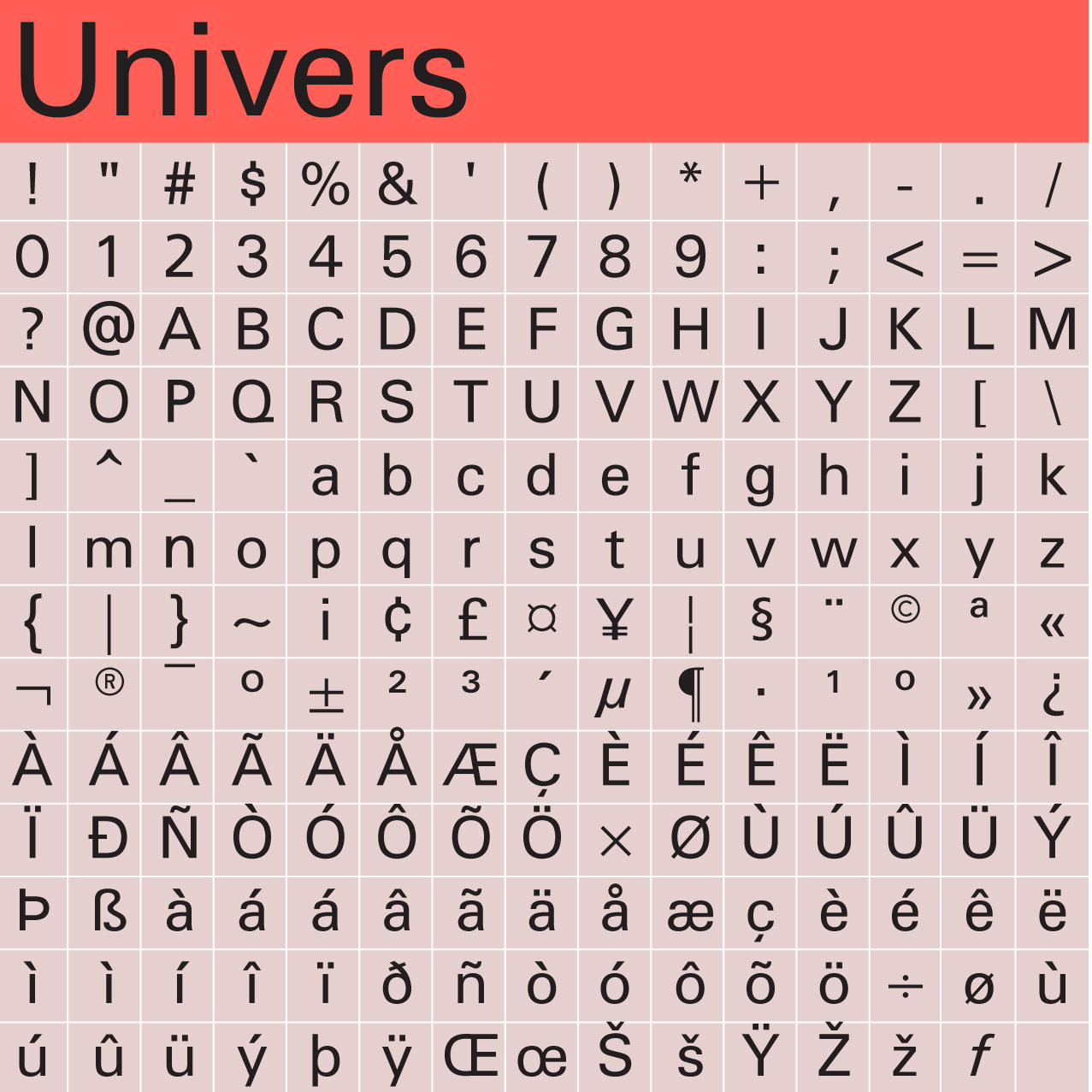
Ejemplo completo.

Univers es un tipo de letra de palo seco ideada por el tipógrafo suizo Adrian Frutiger en 1957. Es uno de los mayores éxitos tipográficos de la segunda mitad del siglo XX.
En 1954, la fundición tipográfica Deberny & Peignot quería agregar una sans serif antiqua lineal en varios pesos al rango de las fuentes Lumitype. Adrian Frutiger sugirió abstenerse de adaptar un alfabeto existente y en su lugar desarrollar una nueva fuente que, sobre todo, sea adecuada para la composición tipográfica de textos más largos. Usando sus viejos bocetos de la Escuela de Artes Aplicadas, crea la fuente Univers, que se publicó con Deberny & Peignot en 1957 y, posteriormente, fue producida por Linotype. 
La fuente Univers fue creada casi simultáneamente con otros alfabetos exitosos: Helvética (1957) y Optima (1958).
La familia de fuentes Univers fue completamente rediseñada como un proyecto conjunto entre Adrian Frutiger y Linotype. El resultado: Linotype Univers. Archivado el 23 de julio de 2016 en Wayback Machine.

## La revalorización del palo seco[2]
Los tipos de letra denominados grotescos tenían grandes virtudes: Objetividad, ausencia de demostraciones personales y formas sólidas de aspecto neutro. Pero también tenían un gran defecto: La falta de sensibilidad.
En 1952, Georges Peignot adquirió los derechos de la Photon-Lumitype en Europa. Adrian Frutiger fue el encargado de redibujar las tipografías ya existentes a partir de las piezas de plomo. El problema que encontró con la fotocomposición es que muchas de las tipografías se desenfocaban, las esquinas se redondeaban y las terminaciones más finas desaparecían por causa de iluminaciones inadecuadas. Adrian Frutiger se vio en la necesidad de crear una letra tipográfica que se adaptase a los tiempos modernos de la fotocomposición. Pero su idea era diseñar una familia tipográfica muy extensa, que fuera ligera, elegante y multifuncional.
La aparición de la Univers supuso la revalorización de las grotescas que existían hasta el momento. Adrian Frutiger la creó sobre la idea de que la escritura es un bien cultural que se transmite a través de nuestros antepasados. Sus formas se han creado con mucho respeto hacia las formas del pasado.
La Univers escapa también de las formas geométricas y constructivistas. Los blancos internos de la letra son más grandes que los blancos que existen entre las letras. Las astas verticales son más gruesas que las horizontales y las diagonales tienen un grosor intermedio. El ojo no se desvía hacia ningún ornamento ostentoso, ya que Univers ha sido creada bajo un riguroso y armonioso principio de construcción.

## Sistema de numeración Univers[3]
Dentro de una familia tipográfica se pueden encontrar una gran variedad de grosores y de pesos. Adrian Frutiger creó un sistema de clasificación que engloba todas las variaciones que puede llegar a tener un tipo de letra.
Univers inauguró esta tabla, ya que tiene una familia muy extensa. Al principio contaba con veinte variaciones en cinco pesos y cuatro grosores. Actualmente incluye más de cincuenta tipos de letra.
Este sistema consiste en definir la letra con números de dos cifras. Las decenas corresponden al grosor de las astas y las unidades a la forma de la letra. Los números impares corresponden a las letras romanas o redondas y los pares a las itálicas o cursivas. El número 55 es la serie de grosor normal y redonda, 56 define el grosor normal y el trazo cursivo y el 57 indica una letra condensada.
La tabla va del 30 (la letra más estrecha) a más de 80 (las letras más anchas). Por ejemplo, 45 indica una serie fina y romana, 46 una serie fina y cursiva, 75 una serie negrita y romana y 76 una serie negrita y cursiva.
|               | Sufijo                           | Sufijo                                           | Sufijo               | Sufijo                               | Sufijo                   | Sufijo            | Sufijo                 | Sufijo                                 | Sufijo                             | Sufijo              |
| Nombre        | 1                                | 2                                                | 3                    | 4                                    | 5                        | 6                 | 7                      | 8                                      | 9                                  | 10                  |
| ------------- | -------------------------------- | ------------------------------------------------ | -------------------- | ------------------------------------ | ------------------------ | ----------------- | ---------------------- | -------------------------------------- | ---------------------------------- | ------------------- |
| Peso          | -                                | Ultra Thin (muy fina)                            | Thin(Fina)           | Light (ligera)                       | Normal, Roman, o Regular | Bold (negrita)    | Black (fuerte)         | Extra Black (pesada)                   | Extra Black (Negra)                | Ultra o Extra Negra |
| Ancho y forma | Ultra Extended (ultra extendida) | Ultra Extended Oblique (ultra extendida oblicua) | Extended (extendida) | Extended Oblique (extendida oblicua) | Normal                   | Oblique (oblicua) | Condensed (Condensada) | Condensed Oblique (condensada Obliqua) | Ultra Condensed (ultra condensada) | -                   |

## Sistema de numeración Linotype
La familia de tipos "Linotype Univers" utiliza un sistema de tres caracteres. El primero describe el peso, el segundo describe el ancho y el tercero describe la posición del tipo.
|        | Sufijo | Sufijo       | Sufijo     | Sufijo | Sufijo    | Sufijo  | Sufijo | Sufijo | Sufijo | Sufijo      |
| Número | 0      | 1            | 2          | 3      | 4         | 5       | 6      | 7      | 8      | 9           |
| ------ | ------ | ------------ | ---------- | ------ | --------- | ------- | ------ | ------ | ------ | ----------- |
| Peso   | -      | Ultra ligera | Delgada    | Ligera | Regular   | Mediana | Fuerte | Pesada | Negra  | Extra Negra |
| Ancho  | -      | Comprimida   | Condensada | Básica | Extendida | -       | -      | -      | -      | -           |
| Forma  | Roman  | Oblicua      | -          | -      | -         | -       | -      | -      | -      | -           |

## Tipos de Univers y familias[4]

### Univers Font Family (1957)
(Linotype Originals)
La familia Univers es ideal para cubrir cualquier necesidad tipográfica, ya que tiene la ventaja de poder combinar gran variedad de pesos y estilos.
Combina también con otros tipos de diferentes orígenes: Letras de estilo antiguo (Jason Text, Meridien, Sbon, Wilke), de estilo moderno (Linotype Centennial, Walbaum), Slab serif (Egyptienne, Serifa) o manuscritas (Brush Script, Mistral)
Fuentes tipográficas
Univers 39 Thin Ultra Condensed
Univers 45 Light, Univers 45 Oblique
Univers 47 Light Condensed, Univers 47 Light Condensed Oblique
Univers 49 Light Ultra Condensed No2
Univers 53 Extended, Univers 53 Extended Oblique
Univers 55 Roman, Univers 55 Roman Oblique
Univers 57 Condensed, Univers 57 Condensed Oblique
Univers 59 Ultra Condensed
Univers 63 Bold Extended, Univers 63 Bold Extended:Oblique
Univers 65 Bold, Univers 65 Bold Oblique
Univers 66 Bold Italic,
Univers 67 Bold Condensed, Univers 67 Bold Condensed Oblique
Univers 73 Black Extended, Univers 73 Black Extended Oblique
Univers 75 Black, Univers 75 Black Oblique
Univers 85 Extra Black, Univers 85 Extra Black Oblique
Univers 93 Extra Black Extended, Univers 93 Black Extended Oblique
Univers Centroeuropeo:
Univers CE 45 Light, Univers CE 45 Light Oblique
Univers CE 55 Roman, Univers CE 55 Roman Oblique
Univers CE 65 Bold, Univers CE 65 Bold Oblique
Univers CE 75 Black, Univers CE 75 Black Oblique
Univers Cyrillic:
Univers Cyrillic 39 Ultra Condensed Thin
Univers Cyrillic 45 Light, Univers Cyrillic 45 Light Oblique
Univers Cyrillic 47 Condensed Light, Univers Cyrillic 47 Condensed Light Oblique
Univers Cyrillic 49 Ultra Condensed Light
Univers Cyrillic 55 Roman, Univers Cyrillic 55 Oblique
Univers Cyrillic 55 Roman Oblique
Univers Cyrillic 57 Condensed Roman, Univers 57 Condensed Oblique
Univers Cyrillic 59 Ultra Condensed Roman
Univers Cyrillic 65 Bold, Univers Cyrillic 65 Bold Oblique
Univers Cyrillic 67 Condensed Bold, Univers Cyrillic 67 Condensed Bold Oblique
Univers Cyrillic 75 Black, Univers Cyrillic 75 Black Oblique
Univers Cyrillic 85 Extra Black, Univers Cyrillic 85 Extra Black Oblique

### Linotype Univers Font Family (1999)
(Platinum Collection)

### Univers Next Font Family (2010)
(Platinum Collection)
Diseñada por Adrian Frutiger y Linotype Design Studio en 2010. Es una versión totalmente modificada de la familia tipográfica original Univers de 1957. Se redibujaron todas las letras, mejorando los trazos finos de las astas y concluyendo en unas proporciones más coherentes. Se rediseñó el tipo de negrita condensada para facilitar su legibilidad en pantalla.
También se actualizó el sistema de numeración sistematizada.
Fuentes tipográficas
Univers Next 130 Basic Ultra Light, Univers Next 131 Basic Ultra Light Italic
Univers Next 230 Basic thin, Univers Next 231 Basic thin Italic
Univers Next 330 Basic Light, Univers Next 331 Basic Light Italic
Univers Next 430 Basic Regular, Univers Next 431 Basic Italic
Univers Next 530 Basic Medium, Univers Next 531 Basic Medium Italic
Univers Next 630 Basic Bold, Univers Next 631 Basic Bold Italic
Univers Next 730 Basic Heavy, Univers Next 731 Basic Heavy Italic
Univers Next 830 Basic Black, Univers Next 831 Basic Black Italic
Univers Next 930 Basic Extra Black, Univers Next 931 Basic Extra Black Italic
Condensadas
Univers Next 120 Condensed Ultra Light, Univers Next 121 Condensed Ultra Light Italic
Univers Next 220 Condensed thin, Univers Next 221 Condensed thin Italic
Univers Next 320 Condensed Light, Univers Next 321 Condensed Light Italic
Univers Next 420 Condensed Regular, Univers Next 421 Condensed Italic
Univers Next 520 Condensed Medium, Univers Next 521 Condensed Medium Italic
Univers Next 620 Condensed Bold, Univers Next 621 Condensed Bold Italic
Univers Next 720 Condensed Heavy, Univers Next 721 Condensed Heavy Italic
Univers Next 820 Condensed Black, Univers Next 821 Condensed Black Italic
Univers Next 920 Condensed Extra Black, Univers Next 921 Condensed Extra Black Italic
Comprimidas
Univers Next 110 Compressed Ultra Light
Univers Next 210 Compressed thin
Univers Next 310 Compressed Light
Univers Next 410 Compressed Regular
Univers Next 510 Compressed Medium
Extendidas
Univers Next 140 Extended Ultra Light, Univers Next 141 Extended Ultra Light Italic
Univers Next 240 Extended thin, Univers Next 241 Extended thin Italic
Univers Next 340 Extended Light, Univers Next 341 Extended Light Italic
Univers Next 440 Extended Regular, Univers Next 441 Extended Italic
Univers Next 540 Extended Medium, Univers Next 541 Extended Medium Italic
Univers Next 640 Extended Bold, Univers Next 641 Extended Bold Italic
Univers Next 740 Extended Heavy, Univers Next 741 Extended Heavy Italic
Univers Next 840 Extended Black, Univers Next 841 Extended Black Italic
Univers Next 940 Extended Extra Black, Univers Next 941 Extended Extra Black Italic
Typewriter:
Univers Next 430 Typewriter Regular, Univers Next 431 Typewriter Italic
Univers Next 630 Typewriter Bold, Univers Next 631 Typewriter Bold Italic
Univers Next Cirílicas:
Univers Next Cyrillic Light, Univers Next Cyrillic Light Italic
Univers Next Cyrillic Regular, Univers Next Cyrillic Italic
Univers Next Cyrillic Bold, Univers Next Cyrillic Bold Italic
Univers Next Cyrillic Heavy, Univers Next Cyrillic Heavy Italic

## Anexos
- Anexo:Tipografías de Adrian Frutiger